# Tân Hương, Ninh Giang
Tân Hương là một xã thuộc huyện Ninh Giang, tỉnh Hải Dương, Việt Nam.

## Địa lý
Xã Tân Hương nằm ở phía đông huyện Ninh Giang, có vị trí địa lý:
- Phía đông giáp xã Vĩnh Hòa
- Phía tây giáp xã Đông Xuyên và xã Ninh Hải
- Phía nam giáp xã Đồng Tâm và xã Hồng Dụ
- Phía bắc giáp xã Nghĩa An.

Xã Tân Hương có diện tích 7,89 km², dân số năm 2018 là 11.973 người, mật độ dân số đạt 1.517 người/km².

## Lịch sử
Xã Tân Hương trước đây vốn là hai xã Ninh Thành và Tân Hương.
Trước năm 2019, xã Ninh Thành có 6 thôn: La Khê, Đen, Đan Cầu, Đan Bối, Phú Mỹ, Đông Tân.
Ngày 23 tháng 4 năm 2019, thôn La Khê sáp nhập với thôn Đen thành thôn La Tiến, thôn Phú Mỹ sáp nhập với thôn Đan Bối thành thôn Phú Đan. Xã Ninh Thành còn lại 4 thôn.
Trước khi sáp nhập, xã Tân Hương có diện tích 4,55 km², dân số là 8.079 người, mật độ dân số đạt 1.776 người/km². Xã Ninh Thành có diện tích 3,34 km², dân số là 3.894 người, mật độ dân số đạt 1.166 người/km².
Ngày 16 tháng 10 năm 2019, Ủy ban Thường vụ Quốc hội ban hành Nghị quyết số 788/NQ-UBTVQH14 về việc sắp xếp các đơn vị hành chính cấp huyện, cấp xã thuộc tỉnh Hải Dương (nghị quyết có hiệu lực từ ngày 1 tháng 12 năm 2019). Theo đó, sáp nhập toàn bộ diện tích và dân số của xã Ninh Thành vào xã Tân Hương.